# Maacatites
Els maacatites (grec antic: Μαχαδί) eren un poble de l'est del Jordà, entre Bashan i el mont Hermon, veïns dels geshurites.
La seva capital era una de les ciutats anomenades Maacah, de les que n'hi va haver diverses a Palestina. Segons el Deuteronomi, el jutge d'Israel Jaïr, es va instal·lar en aquell territori quan va arribar a la terra promesa.